# 修頓花園

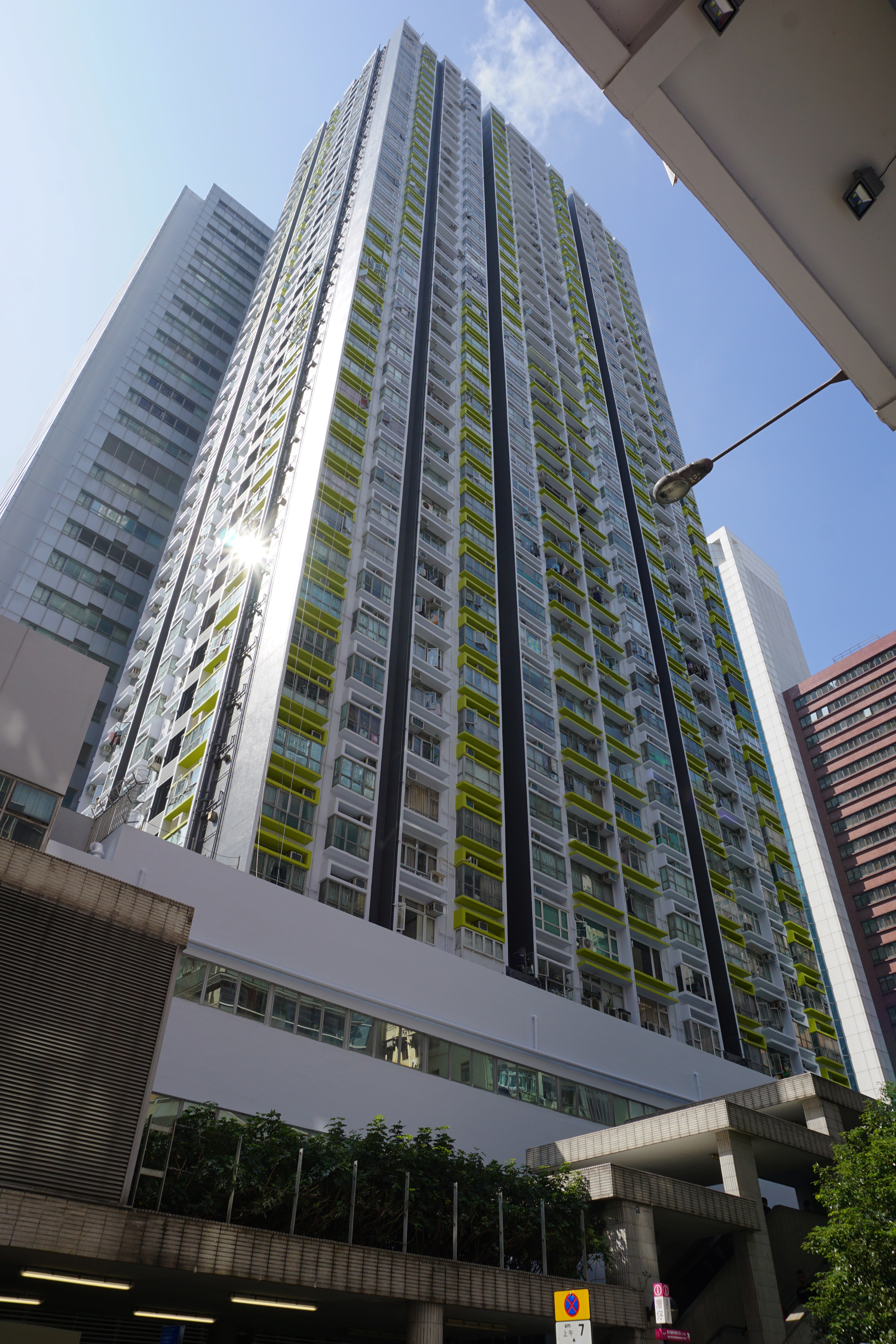
2017年翻油後的修頓花園

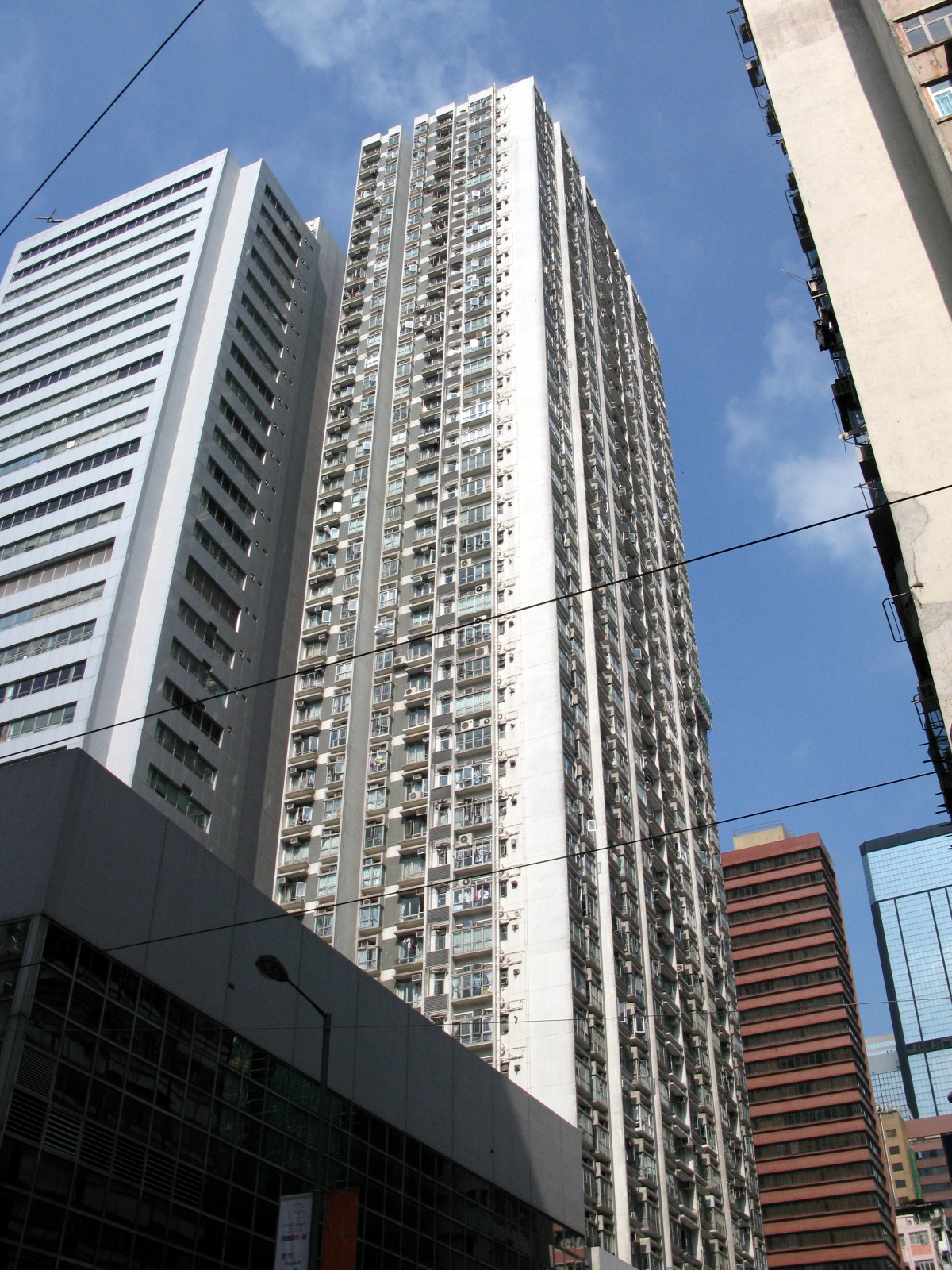
翻油前的修頓花園

修頓花園（英語：Southorn Garden），是一個位於香港島灣仔柯布連道2號的私人住宅，由恒隆地產（佔60％）、新世界發展、廖創興企業、萬邦投資及中建企業合組的財團及前地下鐵路公司（今港鐵公司）發展，並由港鐵公司管理。修頓花園的基座商場為灣仔電腦城及香港遊樂場協會的修頓室內場館，與在旁的修頓中心同屬灣仔站上蓋物業發展計劃的一部分。
大廈樓高43層，每層12伙，於1988年6月落成入伙，共有480個住宅單位，由王歐陽建築師事務所設計，總面積有36,000平方米。
修頓花園的北面是軒尼詩道，南面是修頓中心，東面是譚臣道及柯布連道，市民可使用柯布連道行人天橋，前往灣仔北及香港會議展覽中心等地。

## 圖集

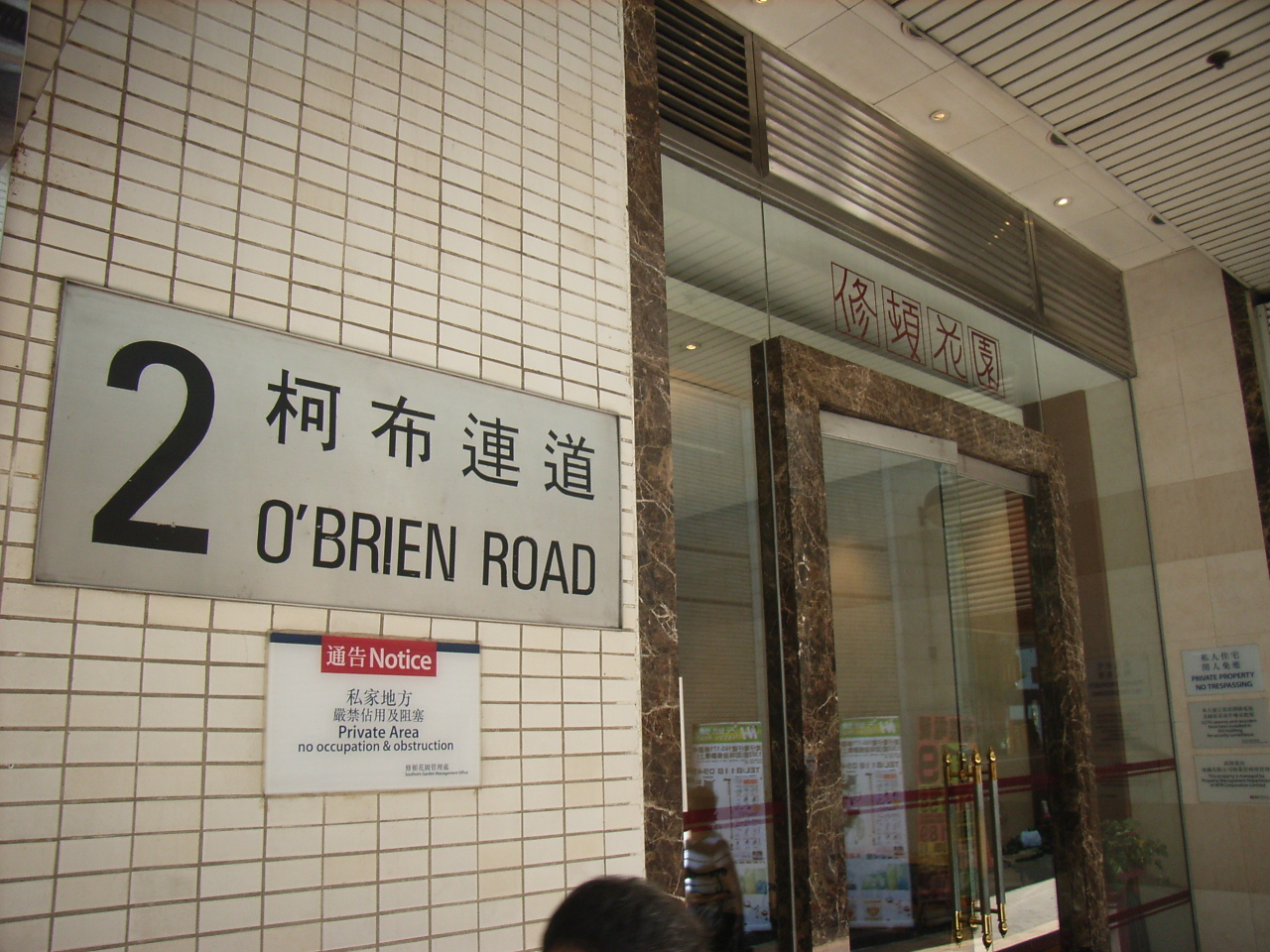
修頓花園的正門在灣仔柯布連道2號
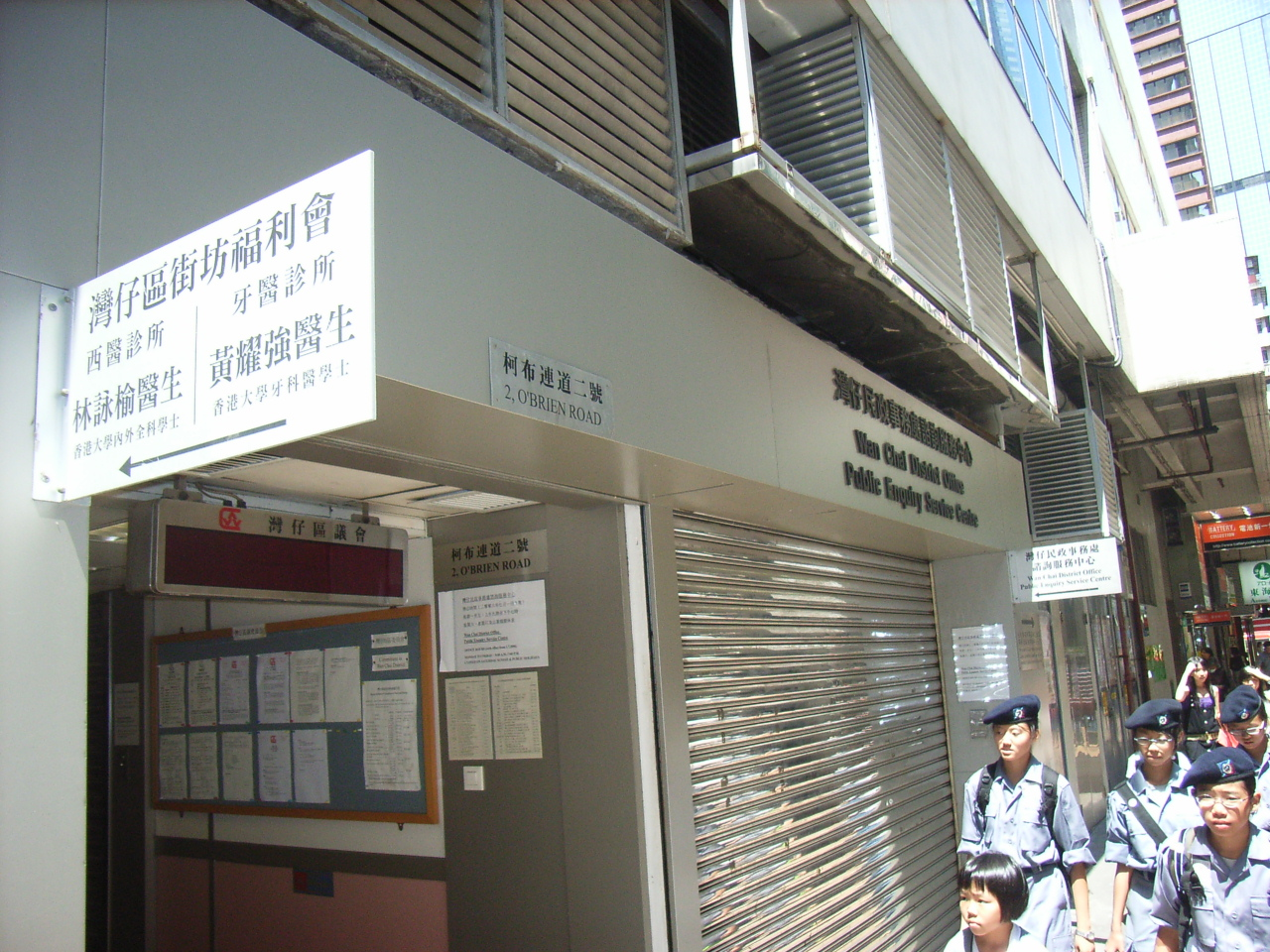
修頓花園的街鋪設有灣仔區街坊福利會、灣仔民政事務處等
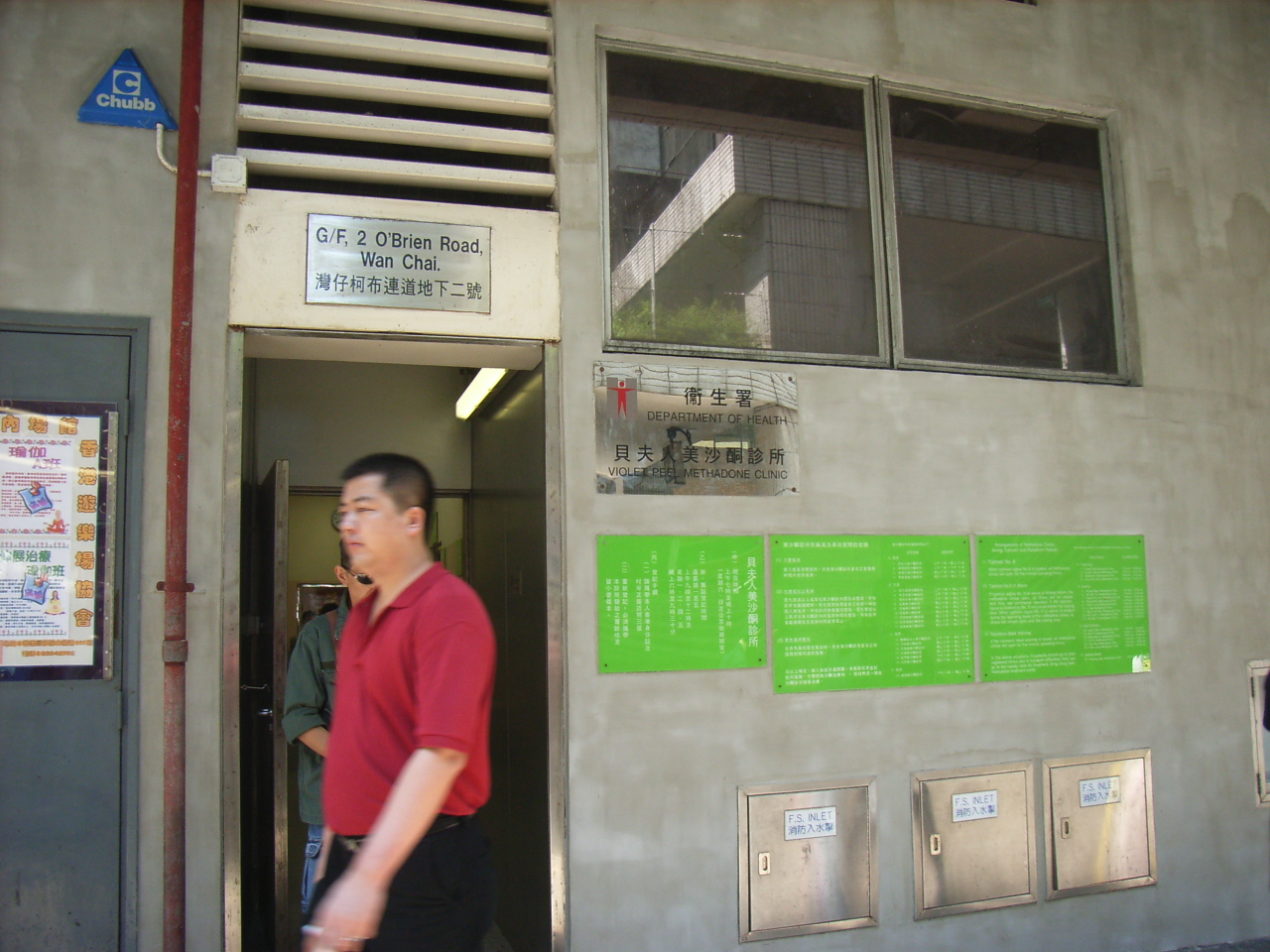
有衞生署貝夫人美沙酮診所在其地下

## 外部連結
- 修頓花園及修頓中心地圖 （页面存档备份，存于）
- 圖中所見，有兩座高樓大廈右邊是住宅修頓花園，左邊是商業寫字樓修頓中心 （页面存档备份，存于）